# Edmund Perle
Edmund Perle (ur. 27 października 1854 w Warszawie, zm. 18 października 1935 tamże) – polski malarz, rysownik-ilustrator, nauczyciel.

## Życiorys
Był synem Roberta, przemysłowca, i Marii z Lewanowiczów. Naukę malarstwa rozpoczął w 1872 roku w warszawskiej Szkole Rysunkowej pod kierunkiem Wojciecha Gersona; W 1878 roku otrzymał stypendium od Towarzystwa Zachęty Sztuk Pięknych, dzięki któremu mógł studiować w Akademii Sztuk Pięknych w Monachium pod kierunkiem Aleksandra von Wagnera (1879-80). Po powrocie do Warszawy zajął się nauczaniem rysunku; w swojej pracowni prowadził szkołę malowania dla kobiet. W 1899 roku otrzymał z Warszawskiego Okręgu Naukowego nominację na dyrektora Szkoły Techniczno-Rzemieślniczej. Zmarł w Warszawie 18 października 1935 roku; został pochowany na cmentarzu Powązkowskim.

## Twórczość artystyczna
Perle był płodnym artystą; bardzo dużo rysował i malował; głównym tematem jego obrazów były sceny rodzajowe, religijne oraz portrety; uprawiał malarstwo akwarelowe, wykonywał rysunki ołówkiem, tuszem i pastelem. W 1879 roku miał dużą wystawę indywidualną w Salonie Borkiewicza w Łodzi, w latach 1880-1905 jego obrazy były często wystawiane w warszawskim Salonie Aleksandra Krywulta, do roku 1906 wystawiał systematycznie swoje prace na wystawach Towarzystwa Zachęty Sztuk Pięknych.
Jako ilustrator od 1879 roku współpracował z „Tygodnikiem Ilustrowanym”, w latach 1878-83 z „Tygodnikiem Powszechnym”, w latach 1877-89 z „Kłosami”, w latach 1882-91 „Biesiadą Literacką”, w latach 1903-8 „Ziarnem”, „Tygodnikiem Polskim”, „Ogniskiem” i.in. W 1895 roku na wystawie litograficznej w Petersburgu otrzymał list pochwalny.